# Algo que pasó en año nuevo
Algo que pasó en año nuevo es una película argentina de comedia negra y terror de 2022 escrita y dirigida por Jorge Pinarello, en su ópera prima. Tuvo un preestreno mundial en el Festival Internacional de Cine de Mar del Plata el 8 de noviembre de ese mismo año.

## Sinopsis
María y Manuel tienen un plan, o más bien dos: pasar Año Nuevo en casa de la hermana de Manuel y su pareja, y aprovechar para pedirles un favor muy delicado. Sus anfitriones tienen todo el dinero del que María y Manuel carecen. Y, aunque no dejan de repetirles que nada es imposible, todo parece indicar que la felicidad solo existe para quienes pueden pagarla. Pero este es solo el comienzo de sus desventuras: en esa casa pasan cosas muy raras. Más raras, incluso, que el discurso y las prácticas New Age de sus dueños, o que el perturbador grupo de sirvientes vestidos de blanco a los que llaman sus “ahijados”.

## Reparto
- Natalia Maldini como María
- Casper Uncal como Manuel
- Xiomara Martínez como Ana
- Federico Aimetta como Julio
- René Mantiñan como Dr. Rosetti
- María Clara Rodríguez como Carla
- Lucía Pocai como Laura
- Ciro Herce como Martín
- Chapi Barresi
- Nicolás del Río como Felipe

## Crítica
Ezequiel Boetti para Otros Cines: 

Con referencias múltiples que van desde Los Simpsons hasta Esperando la carroza y Midsommar, Algo que pasó en Año Nuevo cae, es cierto, en varios giros de guion que Pinarello suele ridiculizar en sus videos, pero demuestra que es alguien que sabe crear climas enrarecidos y un relato atrapante...

Juan Pablo Cinelli para Página 12: 

Algo que pasó en Año Nuevo no es una película perfecta, pero consigue cohesionar de forma efectiva los imaginarios cinematográficos que cruza.